# Gerard Dou

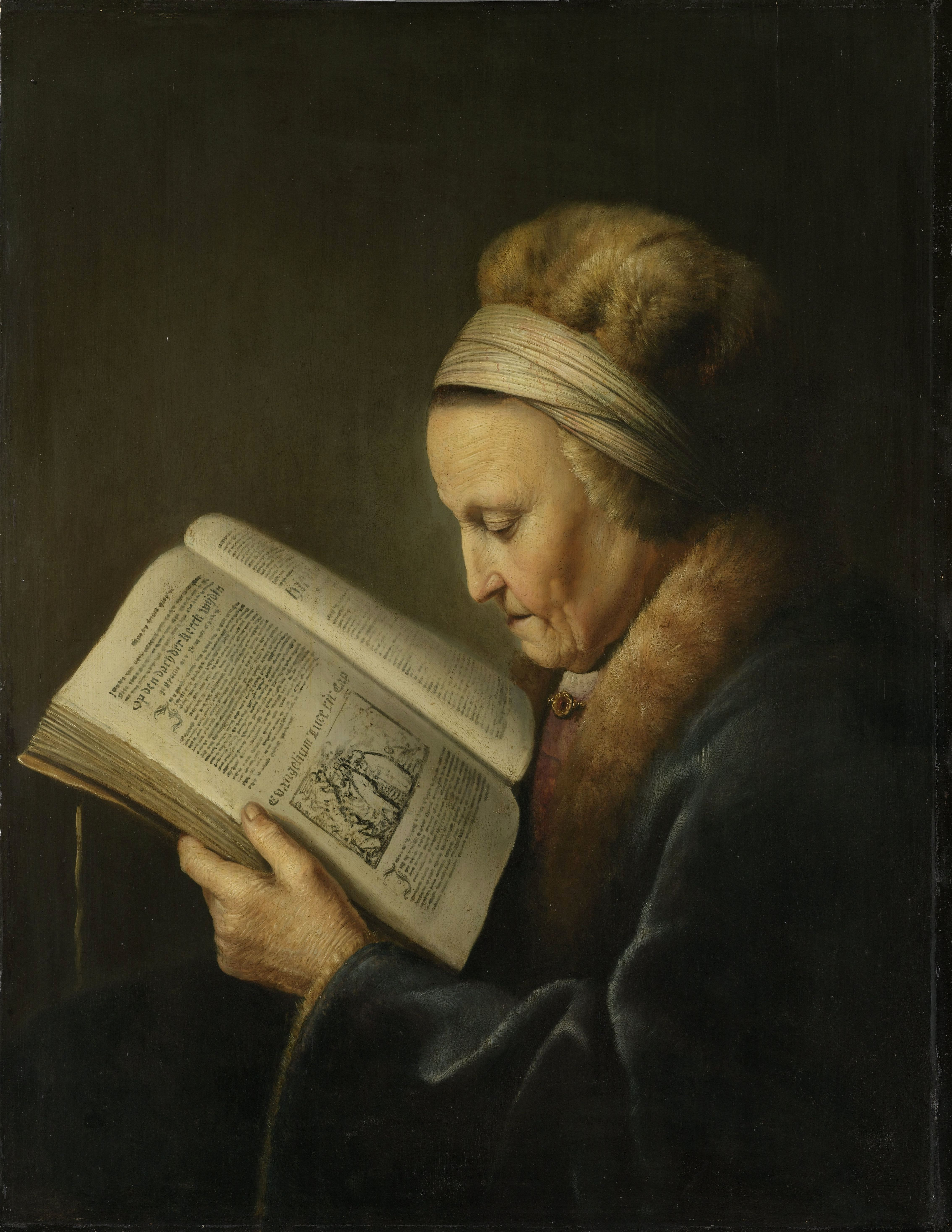
Stara kobieta czytająca Biblię (ok. 1630), Rijksmuseum Amsterdam

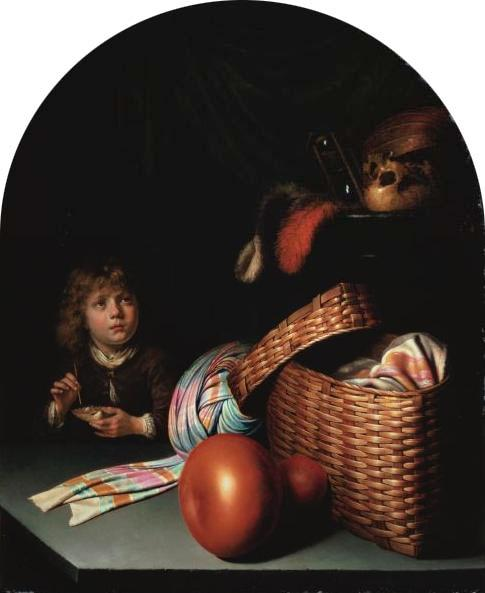
Martwa natura z chłopcem puszczającym bańki mydlane (1635-36), National Museum of Western Art Tokyo

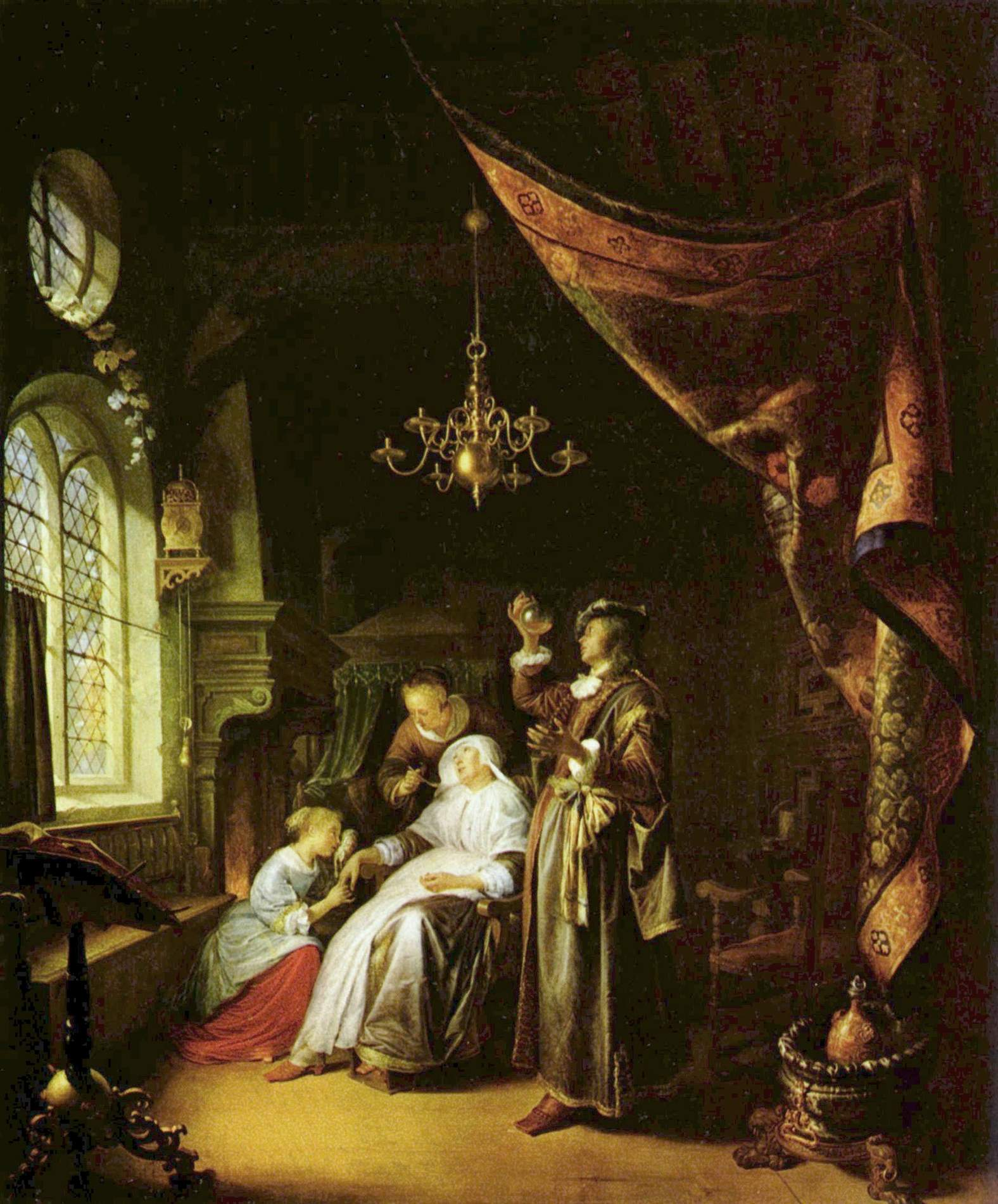
Kobieta chora na puchlinę wodną (ok. 1663), Luwr Paryż

Gerard Dou znany również jako Gerrit Douw lub Dow (ur. 7 kwietnia 1613 w Lejdzie, zm. 9 lutego 1675 tamże) – holenderski malarz barokowy, uczeń Rembrandta.

## Życiorys
Jego nauczycielem byli początkowo ojciec witrażysta i malarz szkła Pieter Couwenhorn. W wieku 15. lat trafił do pracowni młodego Rembrandta, gdzie kontynuował naukę przez kolejne trzy lata. W 1632 rozpoczął samodzielną działalność i szybko zaczął odnosić sukcesy. Był cenionym i szanowanym malarzem, wśród jego uczniów byli m.in. Gabriël Metsu (1629–1667), Frans van Mieris Starszy (1635–1681), Carel de Moor (1655–1738) i Godfried Schalcken (1643–1706).
Malował przede wszystkim sceny rodzajowe z życia codziennego warstw średnich, były to niewielkie formy odznaczające się bogactwem szczegółów. Artysta był mistrzem światłocienia, którego nauczył się zapewne od Rembrandta, jego prace cechują ciemne barwy z jasnymi efektami i wygładzona faktura.
Miał obsesję na punkcie porządku i czystości. W maniakalny sposób starał się utrzymać czystość w swojej pracowni, w związku z czym mogła ją odwiedzać tylko bardzo niewielka liczba osób. Przybory malarskie utrzymywał w nieskazitelnej czystości. Sama tylko obawa, że w atelier może znajdować się kurz unoszący się w powietrzu, kazała mu przerywać pracę, często na całe dnie.
W zbiorach muzeum Łazienki Królewskie w Warszawie znajdują się trzy obrazy Dou: Portret matki Rembrandta, Portret męski i Portret kobiecy.

## Wybrane dzieła
- Chora kobieta u doktora (ok. 1650), 60 x 48 cm, Ermitaż, Sankt Petersburg
- Dentysta (1672), 31 x 24 cm, Galeria Obrazów Starych Mistrzów w Dreźnie
- Kobieta chora na puchlinę wodną (ok. 1663), 86 x 67 cm, Luwr, Paryż
- Lekarz (1653), 49,3 x 37 cm, Muzeum Historii Sztuki w Wiedniu
- Lichwiarz (1664), 29 x 23 cm, Luwr, Paryż
- Malarz w swojej pracowni (1665), 40 x 29 cm, Galeria Obrazów Starych Mistrzów w Dreźnie
- Martwa natura z lichtarzem i zegarkiem kieszonkowym (ok. 1660), 43 x 35,5 cm, Galeria Obrazów Starych Mistrzów w Dreźnie
- Martwa natura z chłopcem puszczającym bańki mydlane (1635-36), 48 x 39,7 cm, National Museum of Western Art, Tokio
- Młoda matka (1658), 73,5 x 55,5 cm, Mauritshuis, Haga
- Młoda matka (ok. 1660), 49,1 x 36,5 cm, Gemäldegalerie, Berlin
- Modlący się pustelnik (ok. 1635), 57 x 43,5 cm, Galeria Obrazów Starych Mistrzów w Dreźnie
- Ogrodniczka (1665-70), 28 x 20,5 cm, Galeria Obrazów Starych Mistrzów w Dreźnie
- Pustelnik (1670), 46 x 34,5 cm, National Gallery of Art, Waszyngton
- Skrzypek (1653), 32 x 20 cm, Liechtenstein Museum, Wiedeń
- Skrzypek w oknie (1665), 40 x 29 cm, Galeria Obrazów Starych Mistrzów w Dreźnie
- Sprzedawca śledzi (1670-750, 41 x 30 cm, Ermitaż, Sankt Petersburg
- Sprzedawczyni dziczyzny (ok. 1670), 58 x 46 cm, National Gallery w Londynie
- Srebrny dzban (ok. 1663), 102 x 82 cm, Luwr, Paryż
- Stara kobieta czytająca Biblię (ok. 1630), 71 x 55,5 cm, Rijksmuseum, Amsterdam
- Stara kobieta podlewająca kwiaty (1660-65), 28,3 x 22,8 cm, Muzeum Historii Sztuki w Wiedniu
- Staruszka w oknie (ok. 1650), 26 × 18 cm, Muzeum Narodowe w Gdańsku - Oddział Sztuki Dawnej
- Stary belfer (1671), 32 x 25 cm, Galeria Obrazów Starych Mistrzów w Dreźnie
- Szkoła wieczorowa (ok. 1660), 48 x 37 cm, Rijksmuseum, Amsterdam
- Stara kobieta ze świecą (1661), 31 x 23 cm, Wallraf-Richartz-Museum, Kolonia